# H/PJ-12型7管30毫米舰炮

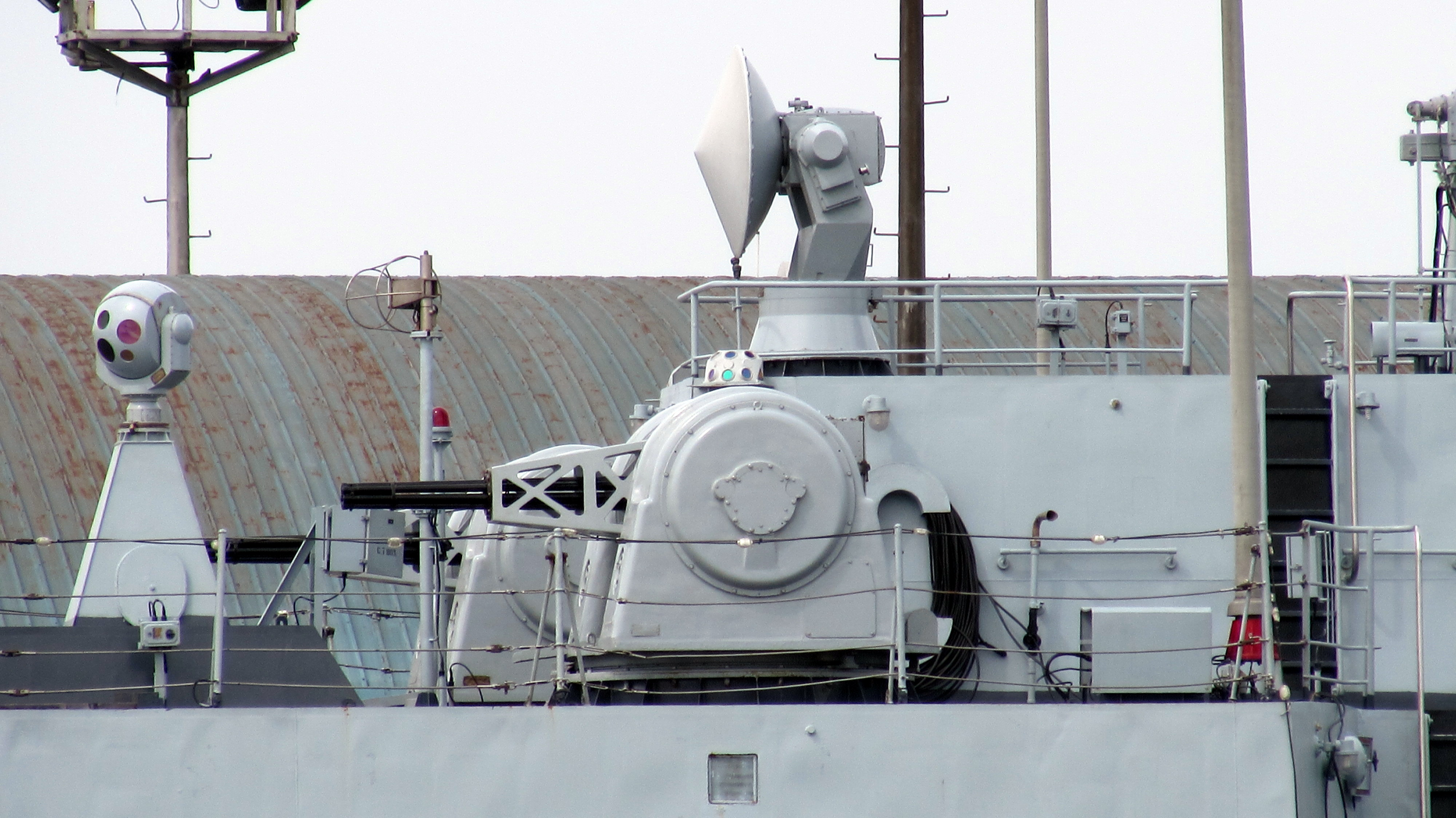
巴基斯坦海军F22P级护卫舰塞伊夫 Saif (253)号上的730近防系统

H/PJ-12型7管30毫米舰炮简称“730舰炮”或“730近防炮”，是中国人民解放军海军研发的7管30mm口徑加特林式近防系统（CIWS），裝設在舰艇自動型砲塔基座上，同時配有雷達、光學、紅外線追蹤系統。H/PJ-12型7管30毫米舰炮及相关系統的主要作用是防範、對抗反艦飛彈及其他精確型導引武器，此外也能對抗定翼、旋翼飛行器、船艦及其他小艇、近岸目標及浮型水雷。H/PJ-12型7管30毫米舰炮與荷蘭的守門員近防系統（Goalkeeper CIWS）形貌相似。
裝備於051C型驅逐艦、052B型驅逐艦、052C型驅逐艦、早期052D型驅逐艦、早期054A型護衛艦。
F-22P型护卫舰、阿德哈弗级护卫舰、改裝後的053H3型護衛艦上有其减配版本，其探测装置采用集中布置方式。
另在H/PJ-12型7管30毫米舰炮的基础上研制出陆基近防系统陆盾2000（LD-2000）。

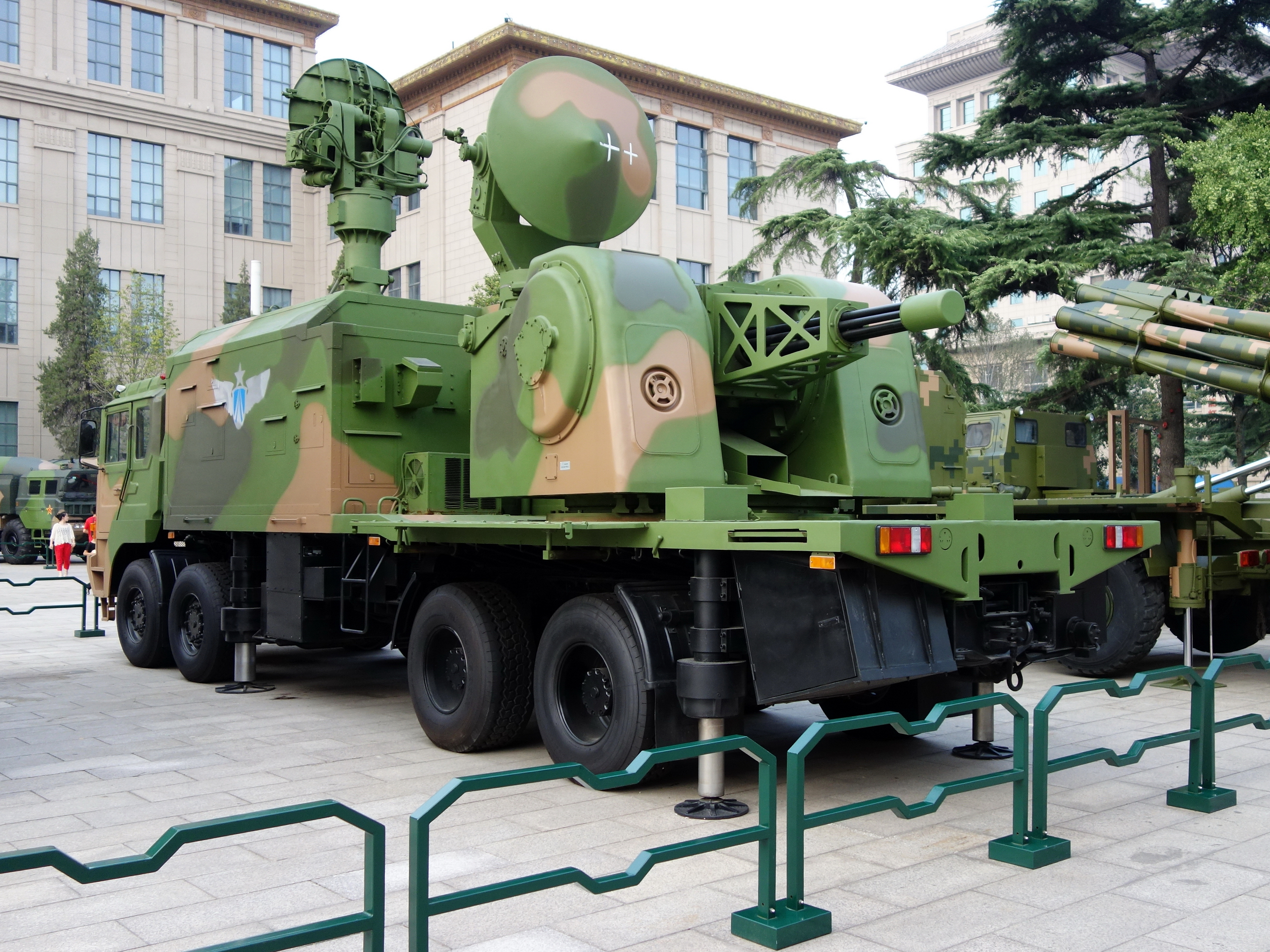
红旗6A型（HQ-6A）弹炮防空武器系统高炮车